# Mistrzostwa Polski w Biathlonie 1981
15. Mistrzostwa Polski w biathlonie odbyły się w 1981 w Dusznikach-Zdrój (po raz pierwszy w tej miejscowości). Rozegrano trzy konkurencje, bieg indywidualny mężczyzn na dystansie 20 kilometrów, bieg sprinterski na dystansie 10 kilometrów i sztafetę 4 x 7,5 km.

## Terminarz i medaliści
| Data | Konkurencja                | Złoto                                                                                     | Srebro                                                                        | Brąz                                                                                 |
| 1981 | Bieg indywidualny mężczyzn | Władysław Grysztar Górnik Iwonicz Zdrój                                                   | Stanisław Trebunia WKS Legia Zakopane                                         | Andrzej Rapacz WKS Legia Zakopane                                                    |
| 1981 | Bieg sprinterski mężczyzn  | Leopold Latawiec WKS Legia Zakopane                                                       | Eugeniusz Kołodziej WKS Legia Zakopane                                        | Stanisław Trebunia WKS Legia Zakopane                                                |
| 1981 | Bieg sztafetowy mężczyzn   | WKS Legia Zakopane Stanisław Trebunia Andrzej Rapacz Eugeniusz Kołodziej Leopold Latawiec | Górnik Wałbrzych Ludwik Zięba Jerzy Szyda Bogdan Żabiński Mieczysław Bodziana | WKS Legia Zakopane II Tadeusz Bobak Stanisław Gąsienica J. Gąsienica Franciszek Leja |